# مزار میر قوام‌الدین شیرازی
مزار میر قوام‌الدین شیرازی مربوط به سده ۹ - ۱۰ ق است و در شهرستان خواف، شرق روستای خرگرد واقع شده و این اثر در تاریخ ۲۲ مرداد ۱۳۸۴ با شمارهٔ ثبت ۱۳۱۹۹ به‌عنوان یکی از آثار ملی ایران به ثبت رسیده‌است.